# Estel Group
Estel ist ein italienischer Möbelhersteller.

## Geschichte und Organisation
Die Firma wurde 1937 von Alfredo Stella gegründet. Im Jahr 1980 wurde der Bereich Office-Möbel gegründet, in dem Estel in den 1990er Jahren zum Marktführer in Italien aufstieg.
Neben dem italienischen Heimatmarkt ist Estel heute mit Standorten in Europa, Nord- und Südamerika sowie Asien vertreten. Bis Ende 2020 gab es eine deutsche Tochtergesellschaft in München.

## Design
Zu den Designern, die für Estel gearbeitet haben, zählen Oscar Niemeyer, Karim Rashid, Ross Lovergrove, Ora Ito und Stefano Gallizioli.
Im neuen Apple Campus 2 wird von Estel eine erdbebensichere Trennwand installiert, die das kreisrunde Gebäude durchzieht. Die Konstruktion gilt als technisch komplex und wird mit bis zu 100 Millionen Kosten veranschlagt.